# Dobiesław Sienieński
Dobiesław Sienieński, Dobiesław z Sienna herbu Dębno (ur. w Siennie, zm. po 1477) – kanonik gnieźnieński oraz dziekan kielecki i radomski.
Urodził się w rodzinie Jana z Sienna i Oleska Jana Otha de Przeperow, Jana z Chotcza herbu Dębno, (zm. przed 1477) – podkomorzego przemyskiego, starosty sandomierskiego, kasztelana lwowskiego, wojewody ruskiego.
Matką jego była Barbara Wątróbka, córka Klemensa ze Strzelec zwanego Wątróbką herbu Oksza.
Dziadkiem jego był Dobiesław z Oleśnicy i z Sienna, wojewoda sandomierski, a babką Katarzyna Goraj-córka Dymitra z Goraja herbu Korczak.
W 1464 - Dobiesław z Sienna wraz z bratem Janem Sienieński i stryjem Andrzejem Sienieńskim podpisał akt konfederacji lwowsko-żydaczowskiej, wymierzonej przeciwko staroście ruskiemu Andrzejowi Odrowążowi ze Sprowy,
Miał czterech braci: Piotra Zygmunta, Jana, Pawła Sienieńskiego. Z tych braci jeszcze jeden brat został duchownym – Zygmunt Sienieński (zm. ok. 1500), kanonik krakowski oraz archidiakon zawichojski. Drugi brat Paweł Sienieński z Oleska, Sienna i Złoczowa (zm. przed 1498 był podkomorzym lwowskim. Trzeci brat Jan Sienieński (kasztelan małogoski) (Oleski), (zm. między 1510–1513) – podkomorzy sandomierski oraz rycerz Piotr Sienieński z Oleska (zm. między 1506 – 1510).
Jego rodzina stała się jedną ze znamienitszych na południowo-wschodnich Kresach I Rzeczypospolitej.

## Wywód genealogiczny
| 4. Dobiesław z Oleśnicy                        |  |                          |  |  |                         |
|                                                |  | 2. Jan z Sienna i Oleska |  |  |                         |
| 5. Katarzyna Oleśnicka, córka Dymitra z Goraja |  |                          |  |  |                         |
|                                                |  |                          |  |  | 1. Dobiesław Sienieński |
| 6. Klemens ze Strzelec zw. Wątróbka            |  |                          |  |  |                         |
|                                                |  | 3. Barbara Wątróbka      |  |  |                         |
| 7. Elżbieta z Marchocic                        |  |                          |  |  |                         |
|                                                |  |                          |  |  |                         |